# Sobo (Munjungan)
Sobo is een bestuurslaag in het regentschap Trenggalek van de provincie Oost-Java, Indonesië. Sobo telt 2224 inwoners (volkstelling 2010).